# Scopula lactea
Scopula lactea är en fjärilsart som beskrevs av Butler 1879. Scopula lactea ingår i släktet Scopula och familjen mätare. Inga underarter finns listade.